# Elmstein
Elmstein est une municipalité allemande située dans le land de Rhénanie-Palatinat et l'arrondissement de Bad Dürkheim.